# Osorkon II
Osorkon II – faraon, władca starożytnego Egiptu, z XXII dynastii libijskiej, prawdopodobnie panował w latach 875-837 p.n.e.
Był synem Takelota I i królowej Kapes. Problem z jednoznacznym identyfikowaniem władców XXII i XXIII dynastii polega na tym, że nosili oni te same imiona. Tak więc w obu tych dynastiach źródła egipskie wyliczają siedmiu władców o imieniu Szeszonk, czterech o imieniu Osorkon i trzech o imieniu Takelot. Dodatkowa trudność polega jeszcze na tym, że owi Szeszonkowie, Osorkonowie i Takelotowie niejednokrotnie posiadali synów o tych samych imionach, piastujących różne funkcje świeckie i duchowne. 
W czasie panowania Osorkona II miał miejsce, jak miało się okazać w przyszłości, niebezpieczny precedens, prowadzący do powstania dziedziczności stanowiska arcykapłanów Amona. Osorkon II wyraził mianowicie zgodę na objęcie droga sukcesji, wprawdzie nie bezpośredniej, stanowiska Wielkiego Kapłana Amona przez syna Szeszonka II – Harsiese I. W czwartym roku panowania Osorkona w Tanis, ów Harsiese ogłosił się królem w Tebaidzie, przyjmując królewską tytulaturę. Wywiązała się między dwoma władcami – Osorkonem II na północy i Harsiese na południu pewnego rodzaju rywalizacja w tytulaturze. 
Obaj władcy odwoływali się w niej do swych wielkich poprzedników, sięgając daleko wstecz m.in. do tytulatury Ramzesa II. Niewątpliwie wydarzenia w Tebaidzie ograniczyły władzę Osorkona.
Osorkon II był władcą prowadzącym, tak jak jego poprzednicy, politykę dynastyczną. Znane są imiona trzech jego żon. Były to: Karoma II, Dżedmutiufanch i Isetemachbit V.
Jednym z ważniejszych wydarzeń jego panowania było wprowadzenie na tron pontyfikalny w Tebach syna – Nimlota, sprawującego urząd wielkiego kapłana Amona po śmierci Harsiese, prawdopodobnie w latach 855–840 p.n.e. i władającego całym Górnym Egiptem. Z kolei syn Nimlota - Takelot był współregentem na tronie pontyfikalnym w Tebach w latach 845–840 p.n.e., a córka Nimlota, wnuczka Osorkona II, Karoma III Merimut wyszła za mąż za swego wuja Takelota, przyszłego Takelota II. Ze związku tego narodził się syn Osorkon, przyszły Wielki Kapłan Amona. Inny z kolei syn Osorkona II – Szeszonk, następca tronu, został mianowany arcykapłanem Ptaha w Memfis, a najmłodszy syn Osorkona II, Hornacht został mianowany arcykapłanem Amona w Tanis.
Polityka zagraniczna Osorkona II polegała głównie na kontaktach z władcami Izraela oraz państw, znajdujących się w Syropalestynie. Kontakty podyktowane były związkiem obronnym skierowanym przeciw zaborczym planom Asyrii, której królowie, najpierw Aszurnasirpal II, a później Salmanasar III doprowadzili państwo do potęgi militarnej, dążąc do podporządkowania sobie całego obszaru Bliskiego Wschodu. Około roku 853 p.n.e. królestwa: Hamath, Damaszek i Izrael zawarły przymierze, a Byblos i Egipt wsparły je kontyngentami. Bitwa rozegrała się nad Orontesem w okolicach Karkar i w jej wyniku ekspansja Asyrii została zatrzymana. Jednakże królestwa syropalestyńskie zmuszone były do płacenia Asyrii danin. Wkrótce wewnętrzne niepokoje w samej Asyrii, które przerodziły się w wojnę domową zmusiły Salmanasara III do wycofania się z Syropalestyny.

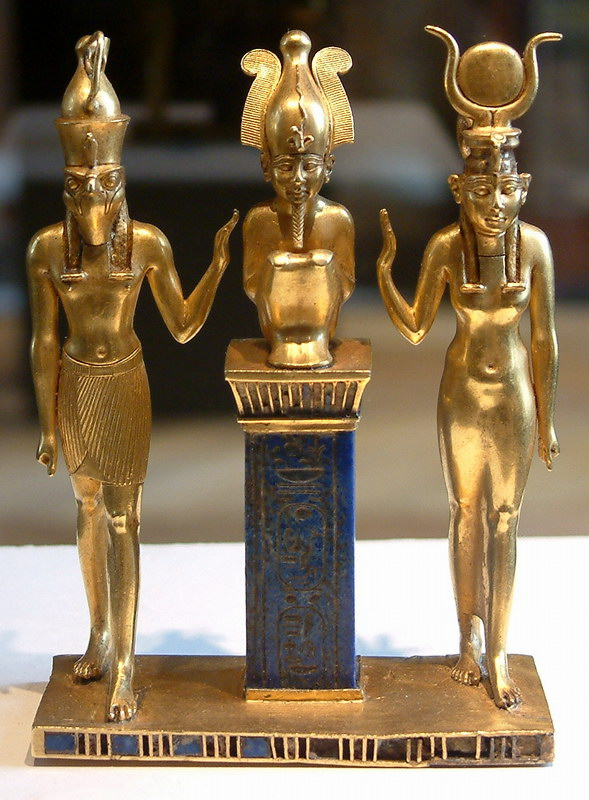
Horus, Ozyrys i Izyda, w części środkowej kartusz z imieniem Osorkona II

Osorkon II został pochowany w grobowcu w Tanis. Grobowiec ów był pierwszym jaki tam został odkryty przez Monteta w lutym 1939 roku. W grobowcu tym Montet znalazł wielki, granitowy sarkofag, w którego wnętrzu znajdowały się szczątki dwóch osób, zapewne Osorkona II i jednej z jego żon. W dalszej części grobowca odkryto antropoidalny, kwarcytowy sarkofag syna Osorkona – Hornachta. Sarkofag ten w przeciwieństwie do sarkofagu króla był nienaruszony. W przedsionku grobowca znajdował się jeszcze inny granitowy sarkofag, jednak całkowicie ograbiony i pusty. W dalszych pomieszczeniach grobowca pochowany został ojciec Osorkona II – Takelot I. Wszystkie pomieszczenia grobowca bogato zdobiły malowidła i reliefy, przedstawiające sceny związane z życiem pośmiertnym i tematyką Księgi Umarłych.
Następca tronu, książę Szeszonk zmarł jeszcze za życia ojca i władzę po Osorkonie II przejął jego młodszy syn Takelot. 

## Tytulatura
| G5 |

| G5 |

| E2 · D40 | C10 | U6 |

| E2 · D40 | C10 | U6 |

| E2 · D40 | C10 | U6 |

| E2 · D40 | C10 | U6 |

| G5 |

| G5 |

| E2 · D40 | C10 | U6 |

| E2 · D40 | C10 | U6 |

| E2 · D40 | C10 | U6 |

| E2 · D40 | C10 | U6 |

| M23 · X1 | L2 · X1 |

| M23 · X1 | L2 · X1 |

| N5 | F12 | H6 | Y5 · N35 | U21 · N35 |

| N5 | F12 | H6 | Y5 · N35 | U21 · N35 |

| N5 | F12 | H6 | Y5 · N35 | U21 · N35 |

| N5 | F12 | H6 | Y5 · N35 | U21 · N35 |

| M23 · X1 | L2 · X1 |

| M23 · X1 | L2 · X1 |

| N5 | F12 | H6 | Y5 · N35 | U21 · N35 |

| N5 | F12 | H6 | Y5 · N35 | U21 · N35 |

| N5 | F12 | H6 | Y5 · N35 | U21 · N35 |

| N5 | F12 | H6 | Y5 · N35 | U21 · N35 |

| G39 | N5 |

| G39 | N5 |

| M17 | Y5 · N35 | U6 | V4 | Aa18 | D21 · N35 · V31 |

| M17 | Y5 · N35 | U6 | V4 | Aa18 | D21 · N35 · V31 |

| M17 | Y5 · N35 | U6 | V4 | Aa18 | D21 · N35 · V31 |

| M17 | Y5 · N35 | U6 | V4 | Aa18 | D21 · N35 · V31 |

| G39 | N5 |

| G39 | N5 |

| M17 | Y5 · N35 | U6 | V4 | Aa18 | D21 · N35 · V31 |

| M17 | Y5 · N35 | U6 | V4 | Aa18 | D21 · N35 · V31 |

| M17 | Y5 · N35 | U6 | V4 | Aa18 | D21 · N35 · V31 |

| M17 | Y5 · N35 | U6 | V4 | Aa18 | D21 · N35 · V31 |